# Мерикарвиа
Мерикарвиа (фин. Merikarvia) — община в провинции Сатакунта, губерния Западная Финляндия, Финляндия. Общая площадь территории — 1246,24 км², из которых 800,2 км² — вода.
9 января 2016 года в местечке был зафиксирован рекорд Финляндии по суточному количеству выпавшего снега — 73 см.

## Демография
На 31 января 2011 года в общине Мерикарвиа проживало 3344 человека: 1688 мужчин и 1656 женщин.
Финский язык является родным для 98,95 % жителей, шведский — для 0,33 %. Прочие языки являются родными для 0,72 % жителей общины.
Возрастной состав населения:
- до 14 лет — 13,19 %
- от 15 до 64 лет — 58,91 %
- от 65 лет — 27,99 %

Изменение численности населения по годам:
| Год  | Численность |
| ---- | ----------- |
| 1980 | 4150        |
| 1990 | 4187        |
| 2000 | 3811        |
| 2010 | 3347        |
| 2011 | 3344        |

## Известные уроженцы
Антти Альстрём, предприниматель